# Christopher Marlowe
Christopher Marlowe (batizado a 26 de fevereiro de 1564 — 30 de maio de 1593) foi dramaturgo, poeta e tradutor inglês, e viveu no Período Elizabetano. É considerado o maior renovador da forma do teatro do período com a introdução dos versos brancos, estrutura que será empregada por Shakespeare. Inclusivamente especula-se que ele será o próprio, como uma segunda identidade, e senão for assim, pelo menos parece ter sido provado que terão trabalhado em conjunto na composição de algumas peças de teatro.
Especula-se que Marlowe tenha atuado como agente secreto para Francis Walsingham. Segundo o depoimento dos seus assassinos Christopher Marlowe foi morto ainda jovem numa briga de taberna em maio de 1593, se bem que não se tenha a certeza do que aconteceu naquela tarde fatídica.
Marlowe frequentou a The King's School (Canterbury) (onde uma edificação atualmente leva seu nome) e o Corpus Christi College (Cambridge), onde recebeu o grau de Bachelor of Arts em 1584.

## Vida

### Primeiros anos (1564-1580)
Marlowe era o filho de John Marlowe, um sapateiro, e Elizabeth Archer, e foi batizado em 26 de fevereiro de 1564 na cidade de Cantuária em Kent na Inglaterra. Documentos locais que sobreviveram daquele período contêm inúmeras ocorrências acerca do que se supõe um comportamento agressivo de John. Essa personalidade irascível certamente foi passada adiante para Marlowe, uma vez que mais tarde o poeta viria a se envolver em uma série de conflitos violentos. Em 1589, por exemplo, Marlowe foi brevemente preso após uma briga na qual um homem acabou morto. Tempos depois, foi novamente preso após uma briga de rua.
Restaram poucas informações relativamente à infância de Marlowe, mas é certo que, em 14 de janeiro de 1579, ele foi estudar na The King's School da Cantuária. Kit Marlowe, como ele também era conhecido, recebia uma bolsa anual no valor de quatro libras, pagas a "jovens pobres, mas dotados de grande aptidão para aprender". Durante o período em que frequentou a King's School, Marlowe estudou sob a orientação de John Greeshop, então diretor da escola. Um inventário da biblioteca de Greeshop elaborado em 1580 oferece um vislumbre do material acadêmico apresentado a Marlowe na King's School. Em meio a mais de trezentos volumes, encontravam-se exemplares de Ovídio, Petrarca, Chaucer e Bocaccio. Constavam também a obra Cosmographia de Münster e a Utopia de Moore, além das comédias de Plauto e dos tratados filosóficos de Ficino.

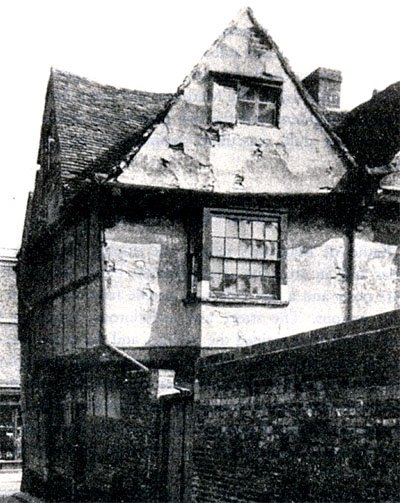
Local de nascimento de Marlowe, na Cantuária, mais tarde destruído nos bombardeios de 1942

Após dois anos, Marlowe foi agraciado com uma nova bolsa de estudos, desta vez para estudar no Corpus Christi College, em Cambridge. A bolsa foi subvencionada pelo então arcebispo da Cantuária Matthew Parker, ainda em 1580, e condicionava o suporte à capacidade do candidato de demonstrar proeficiência em gramática latina e talento para a poesia, além da capacidade de compor e cantar. Uma vez que Marlowe recebeu a única bolsa entre tantos candidatos, é possível ter uma vaga ideia em relação às suas realizações acadêmicas na King's School.

### Universidade (1580-1587)
Kit Marlowe aparece pela primeira vez nos registros de Cambridge por meio dos livros que detalham os gastos dos estudantes com comida e bebida, que sobreviveram desde aquele período. Esse documento indica que ele pode ter chegado à universidade em 10 de dezembro de 1580, em um sábado, embora sua matrícula tenha sido feita apenas em 17 de março de 1581. Marlowe recebeu seu Bachelor of Arts não muito mais tarde, em março de 1584, embora sem grandes distinções. Na ordem de formação, ele aparece como o 199º de 231 alunos. Após dar início a seu Master of Arts, em 1585, a frequência de Marlowe na universidade se tornou muito irregular, embora suas despesas com alimentação tenham aumentado graças a uma renda inesperada. Acredita-se que essa renda extracurricular proviesse de atividades governamentais de espionagem. É o que se pode inferir de um memorando do Conselho Privado da Rainha Elizabeth I, de 1587, segundo o qual durante suas abstenções Marlowe estivera prestando valiosos serviços à Coroa.

Old Court em Corpus Christi College, onde Marlowe ficou alojado em seu tempo como estudante em Cambridge

Embora não haja consenso quanto à ordem cronológica da obra de Marlowe, há uma tradição estabelecida de que tenha começado em Cambridge, com as traduções das Elegias de Ovídio e dos poemas sombrios de Lucano. Usualmente se considera Dido como sendo a primeira peça escrita por Marlowe, provavelmente em parceria com Thomas Nashe. A peça Tamburlaine também possui características que remontam ao período em Cambridge.
Ao fim dos seus estudos no Corpus College, Kit recebeu seu masters of arts em julho de 1587, ainda que não sem dificuldades. Suas ausências, bem como as suspeitas de que ele se encontrava em Rheims, na França, indicavam que ele pudesse estar envolvido com o catolicismo, em total desconformidade com a Igreja Anglicana, então religião oficial do Reino da Inglaterra desde 1558. Quando o grau acadêmico lhe foi negado, Kit apelou a Sir. Francis Walsingham, chefe do serviço secreto de Elizabeth I naquela ocasião. Um documento foi elaborado pelo Conselho Privado da Rainha e Marlowe finalmente recebeu o título de Master of Corpus.
 

Em Cambridge, além de ter dado início à sua obra, bem como ao serviço de espionagem, Marlowe travou contato com figuras importantes da Londres elisabetana, tais quais seu contemporâneo Thomas Nashe, co-autor de Dido, Thomas Walsingham, Robert Greene, John Lyly e Gabriel Harvey. Além dessas personagens, Marlowe certamente conheceu um Thomas Fineaux of Hoghan e um Simon Aldrich, ambos estudantes em Cambridge. Um diarista da época, Henry Oxiden, anotou comentários de Aldrich a respeito de Marlowe e seu período no College:
"Sr. Aldrich disse que o Sr. Fineux de Dover foi um ateísta e que teria ido até a floresta à meia-noite e se ajoelhado para rezar ardentemente ao diabo. Ele aprendeu tudo de coração com Marlowe, além de outros livros. Marlowe fez dele um ateísta".
Washington, DC, Folger Shakespeare Library, MS 750.1
Em 1593, o agente duplo Richard Baines e o dramaturgo Thomas Kyd viriam a acusar Marlowe de ateísmo, atribuindo-lhe uma série de práticas que implicavam traição, como homossexualidade e heresia.

### Espionagem (1585-1593)

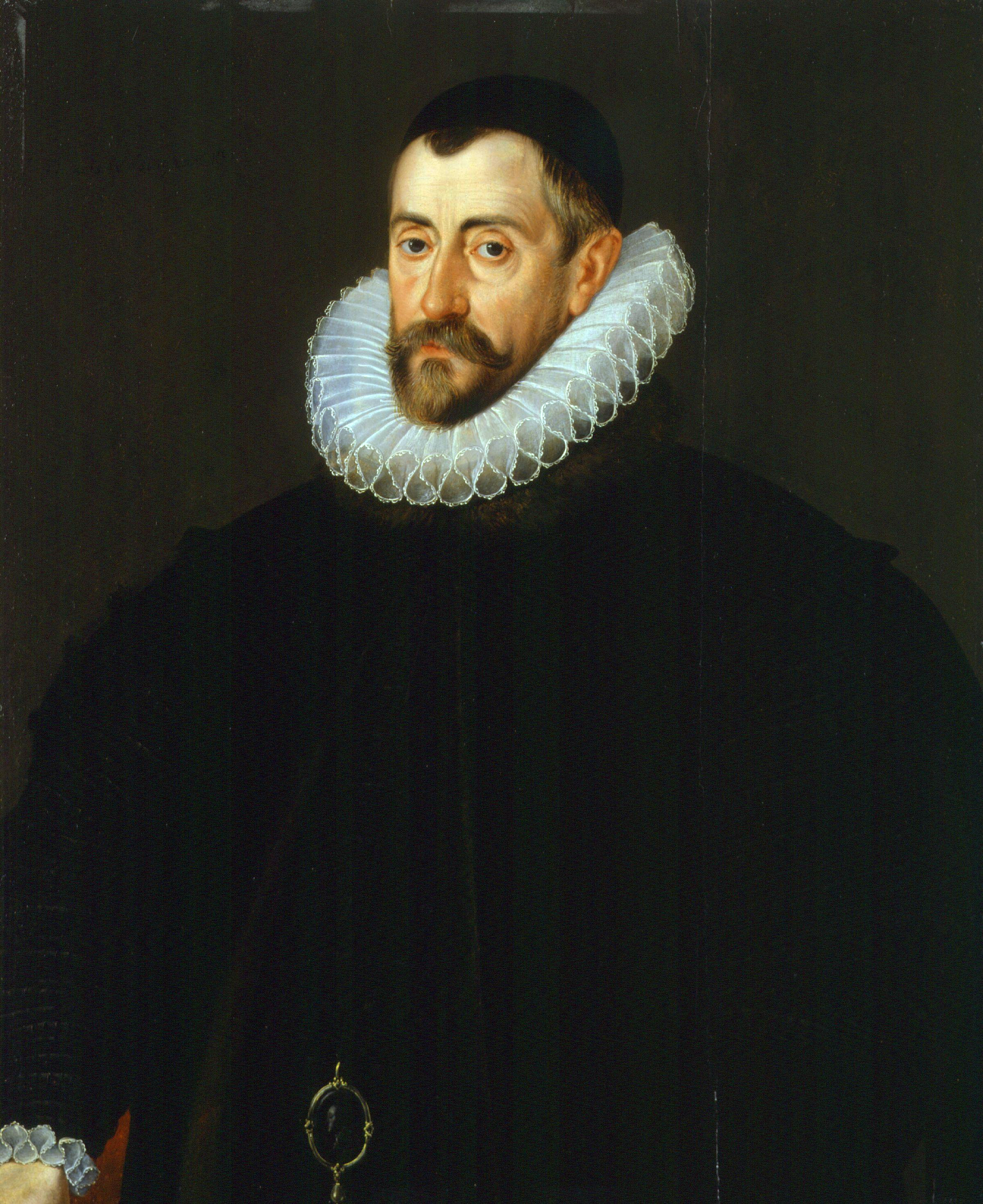
Retrato do "spymaster" Sir. Francis Walsingham, chefe do serviço secreto da Rainha Elizabeth I

É amplamente documentado que Marlowe serviu como espião, embora não tenham sobrevivido mais informações quanto à extensão de suas atividades ou período exato. Hilton especula que Marlowe possa ter sido recrutado em Cambridge, por Thomas Walsingham, que mais tarde também seria seu protetor e financiador em Londres.
 

O atestado de envolvimento com o serviço secreto fica subentendido em um famoso documento de estado. Na ocasião, em 29 de junho de 1587, o Conselho Privado da Rainha deliberou a respeito do caso de um estudante de Cambridge chamado Christopher 'Morley', cuja honra vinha sofrendo com certas difamações e que justamente por isso a concessão de seu diploma lhe havia sido negada. Apenas o resumo da deliberação enviado à universidade sobreviveu até os dias atuais, conforme a tradução que segue abaixo:
Considerando que foi reportado ter Christopher Morley viajado para Rheims e lá permanecido, os membros acharam por bem certificar de que a intenção dele lá não era essa [de permanecer]; mas que, ao contrário, em todas suas ações ele se comportou ordeira e discretamente, realizando serviços em nome de Sua Majestade, de modo que merece ser bem recompensado por seus negócios fidedignos. Os membros requerem que os rumores mencionados sejam dissipados por todos os meios possíveis e que para ele [Marlowe] seja concedido o seu grau acadêmico, uma vez que não agrada a Sua Majestade que um de seus empregados, como ele [Marlowe], envolvido em questões pertinentes ao benefício de seu país, seja difamado por indivíduos ignorantes dos casos em que ele se envolveu. 
Uma das interpretações para esse documento sustena que Marlowe possa ter frequentado círculos católicos em Rheims na posição de espião ou "infiltrado", atividades governamentais comuns no período, tipicamente (mas não exclusivamente) sob a égide de Sir. Francis Walsingham. 
Ainda no que concerne às atividades de inteligência, especula-se, igualmente, que Marlowe seria um acadêmico de nome "Morley", cujas atividades envolviam a de preceptor de Arbella Stuart. "Morley" (uma das diferentes grafias utilizadas para se referirem a Marlowe em sua época) foi descrito pela guardiã legal de Arbella, a Condessa de Shrewsbury, como alguém que esperava o pagamento de £40 (quarenta libras) pelos seus trabalhos com Arbella, de vez que ele se encontrava em desgraça desde que deixara a universidade. A Condessa declarou que ele tomava conta da pequena Arbella já fazia três anos, mas que era um acadêmico de atitudes suspeitas, possivelmente um simpatizante papista, o que converge para as circunstâncias sabidas a respeito de Marlowe. A possibilidade de que esse "Morley" tenha sido Marlowe foi levantada pela primeira vez por no periódico literário Times Literary Supplement e posteriormente foi sustentada também por John Baker em um jornal acadêmico intitulado Notes and Queries. Segundo John, apenas Marlowe poderia ser esse "Morley" mencionado, dada a falta de documentação que indique a existência de outro "Morley" naquela ocasião, que, acima de tudo, possuísse o grau de Master of Arts. Se Marlowe realmente serviu como tutor de Arbella, então é possível que tenha agido na condição de agente secreto. Arbella era sobrinha de Mary, Rainha da Escócia e de James VI da Escócia, mais tarde Rei James I da Inglaterra, e a menina era uma forte candidata à sucessão ao trono de Elizabeth I. Frederick S. Boas, por seu lado, rejeita a possibilidade aventada baseando-se em documentos legais que indicam a residência de Marlowe, entre setembro e dezembro de 1589, como sendo em Londres, virtualmente distante, portanto, de onde vivia Arbella Stuart no mesmo período.
No verão de 1589, Kit Marlowe e o poeta Thomas Watson viviam juntos em Norton Folgate, nos subúrbios de Shoreditch, na região central de Londres, onde também vivia o jovem e recém-chegado à cidade Wiliam Shakespeare. Na tarde de 18 de setembro daquele ano, Marlowe veio a altercar-se com um William Bradley usando espadas e adagas. Aparentemente a contenda envolvia Bradley e Watson, pois que à vista de Watson, Bradley lhe teria gritado: "Só agora você vem? Então vou lutar com você". Nesse ínterim, contudo, Bradley foi morto, e ambos os dois, Kit e Watson, foram detidos pelo condestável local, que os enviou à prisão de Newgate. Após o devido inquérito, concluiu-se que Marlowe agiu em estado de legítima defesa, sendo ele logo posto em liberdade a 1º de outubro daquele ano, sob a prestação de caução no valor de £ 40 libras (o mesmo valor que o acadêmico "Morley" exigiu, na mesma época, da cuidadora de Arbella Stuart, como foi mencionado no parágrafo anterior). 
Durante esses doze dias em que esteve preso em Newgate, Marlowe parece ter travado contato com certo John Poole, um católico preso sob a suspeita de que falsificava moedas. Mais tarde, Marlowe seria acusado pelo agente duplo Richard Baines da prática de falsificaçao de moedas junto de John Poole. E, de fato, Kit veio a ser preso em 1592 na cidade de Flessingue, na Holanda, acusado de estar envolvido na cunhagem ilegal de moedas. Ele foi deportado para a Inglaterra e enviado para o conselheiro da Rainha, Sir William Cecil, o 1º Barão de Burghley. Contudo, não lhe foi aplicada nenhuma punição, tampouco lhe sobrevieram consequências dos crimes a ele imputados, embora fosse grave a pena para os crimes envolvendo falsificação de moedas.
É igualmente possível que na tarde de sua morte, em 30 de maio de 1593, Marlowe estivesse planejando uma excursão secreta para a Escócia, a mando de Burghley, junto com os agentes Robert Poley, Nicholas Skeres e Ingram Freezer, este último seu assassino.

### Fama e Controvérsia (1587-1593)
Pouco se sabe a respeito de Christopher Marlowe nos períodos que sucedem à sua formação acadêmica. A despeito disso, Kit foi e continua a ser descrito como um espião, um arruaceiro e um herético, assim como lhe atribuem condutas envolvendo "magia", "duelos", "fumo", "estelionato" e libertinagem. Enquanto J.A. Dawnie e Constance Kuriyama se opõem aos rótulos mais sensacionalistas, John Barry Steane lembra que é difícil dissipar esses rumores que chegam do período elisabetano, de vez que já se tornaram parte do "mito de Marlowe". Além disso, muito já foi escrito relativamente a este curto período da vida de Kit (c.1587-93), incluindo eventos muitas vezes especulativos a respeito de seu envolvimento com o serviço secreto britânico, suas declarações de cunho ateísta, seus interesses sexuais (provavelmente homossexuais) e as enigmáticas circunstâncias envolvendo a sua morte.

O primeiro empreendimento teatral exitoso de Marlowe foi o drama sobre ambição e conquista Tamburlaine O Grande, escrito em duas partes e baseado na vida do guerreiro e imperador mongol Tamerlão. A data exata de sua elaboração é incerta, mas é certo que a primeira publicação da peça ocorreu em 1590, de modo que se estima ter sido a obra escrita por volta de 1587. O primeiro registro de montagem da peça remonta a 1587, tendo sido encenada pela trupe de teatro The Admiral's Men. Com o sucesso, sobrevieram as inúmeras controvérsias nas quais Marlowe se envolveu em seu curto período de atividade em Londres. Em 1588, por exemplo, o dramaturgo Robert Greene, invejoso da posição literária de prestígio alcançada por Kit, escreveu sobre o jovem autor:
"Eu tenho tomado [Marlowe] para mim com zombaria, pois eu não seria capaz de fazer meus versos jorrarem no palco daquela forma [...], desafiando o próprio Deus como aquele Tamburlaine ateísta". Perimedes the Blacke-Smith, in Complete Works, ed. A. Grosart, 1881–6, 7.8
As palavras finais são alusões à primeira parte da peça Tamburlaine, especificamente ao Ato 1, Cena 2: "[...] a figura dele ameaça os céus e desafia os deuses". 
Greene também se refere a Marlowe como um autor "blasfemando com aquele louco padre do sol", possivelmente referindo-se a Giordano Bruno. E continua dizendo tratar-se Marlowe de um dos "loucos e zombadores poetas que têm o espírito profético da estirpe de Marlin" (fazendo um trocadilho com Marlowe e Marlin).
Também se tem notado que em tais ataques velados a Marlowe, invocando ateísmo e magia, Greene possa estar se baseando não apenas em Tamburlaine, como também na tragédia Doctor Faustus, cuja data de composição é incerta e de difícil precisão.  O mais antigo registro de montagem da peça remonta a 30 de setembro de 1594, mais de um ano após a morte de Marlowe.
O dramaturgo Thomas Nashe, em um amargo prefácio à obra Menaphon (1589), de autoria do já mencionado Robert Greene, também tece críticas a Marlowe. A respeito de seu colega de teatro, Nashe o trata como um "alquimista da eloquência", "encimado no palco da arrogância", "[que] acredita se sair bravamente melhor com sua escrita inchada de fanfarronice bombástica em versos brancos". Posteriormente, no entanto, Nashe acabou defendendo a memória do "pobre e falecido Marlowe", lembrando-se dele como alguém que ele "tomava por um amigo".
Havia outros membros nesse círculo do qual o próprio Marlowe era parte conhecido como "university wits", que reunia os autores londrinos que possuíam formação acadêmica superior. Entre alguns nomes figuravam George Peele, Matthew Roydon e Thomas Watson, sendo que estes dois últimos também possuíam ligações com atividades governamentais exatamente como Marlowe. Shakespeare nunca pertenceu a essa associação por carecer das mesmas raízes. Mas seu relacionamento com Marlowe, embora factível, não deixou registros. A influência de Marlowe em Shakespeare atravessa a carreira do Bardo insistentemente e parece envolver até mesmo colaborações, como no caso da trilogia Henrique VI.

## Obra
- Dido, Rainha de Cartago
- Tamburlaine
- Tamburlaine, Segunda Parte
- O Judeu de Malta
- O Massacre em Paris
- Eduardo Segundo
- A Trágica História do Doutor Fausto
- Hero e Leandro (poema inacabado)